# Doe Run Perú
Doe Run Perú es una empresa minero metalúrgica que hasta el 2006 era parte de Doe Run Company, desde inicios del 2007 es filial del grupo Renco. La empresa opera el complejo metalúrgico de La Oroya y la mina Cobriza en Huancavelica. En el 2009 Doe Run Perú se declaró en insolvencia por problemas económicos y estos mismo llevaron que la empresa no pueda cumplir con el último proyecto del Programa de Adecuación Ambiental (PAMA). Se encuentra en proceso de liquidación.

## Historia
En octubre de 1997 el gobierno peruano transfirió complejo metalúrgico La Oroya, en que operaron alrededor de 5000 personas. Al año siguiente el Ministerio de Salud reportó que el 97 por ciento de los menores de 6 años registraban niveles de plomo en la sangre por encima de los diez microgramos por decilitro, lo que catalogó como uno de los más contaminados del país.
Desde entonces, la organización generó controversia por no acogerse al Programa de Adecuación y Manejo Ambiental y el rechazo de la población local. En 2007 dos religiosas demandaron a la empresa por responsabilizar la contaminación de 137 menores.
El 14 de junio del 2009 la empresa se declaró en insolvencia, debido a los costes para tomar medidas de salud.
En el 2010 Indecopi inició el proceso concursal. En 2011 anunció una demanda al Estado al exigir el Programa de Adecuación y Manejo Ambiental en el gobierno de Ollanta Humala.
En el 2015, los trabajadores de Doe Run iniciaron una huelga en que exigen la flexibilización de la legislación ambiental aduciendo que permitirá la reactivación del complejo de La Oroya. El 11 de agosto la protesta en La Oroya dejó 1 muerto y más de 60 heridos.
En 2022, empezó un proceso de liquidación de la empresa que se completo en 2025.

## Complejo metalúrgico de La Oroya
El Complejo metalúrgico de La Oroya ubicada en Junín está compuesto de un conjunto de fundiciones y refinerías que permite transformar el mineral. El complejo opera desde 1922. La Oroya, donde se ubica el complejo metalúrgico, es considerada una de las ciudades más contaminadas del mundo debido a los altos niveles de plomo superando el estándar nacional.